# ألدو نوفا
ألدو نوفا هو مغني وعازف قيثارة ومنتج أسطوانات وكاتب أغاني كندي، ولد في 13 نوفمبر 1956 في مونتريال في كندا.

## وصلات خارجية
- ألدو نوفا على موقع ميوزك برينز (الإنجليزية)
- ألدو نوفا على موقع أول ميوزيك (الإنجليزية)
- ألدو نوفا على موقع ديسكوغز (الإنجليزية)
- ألدو نوفا على موقع ديسكوغز (الإنجليزية)